# Kirche Völschow

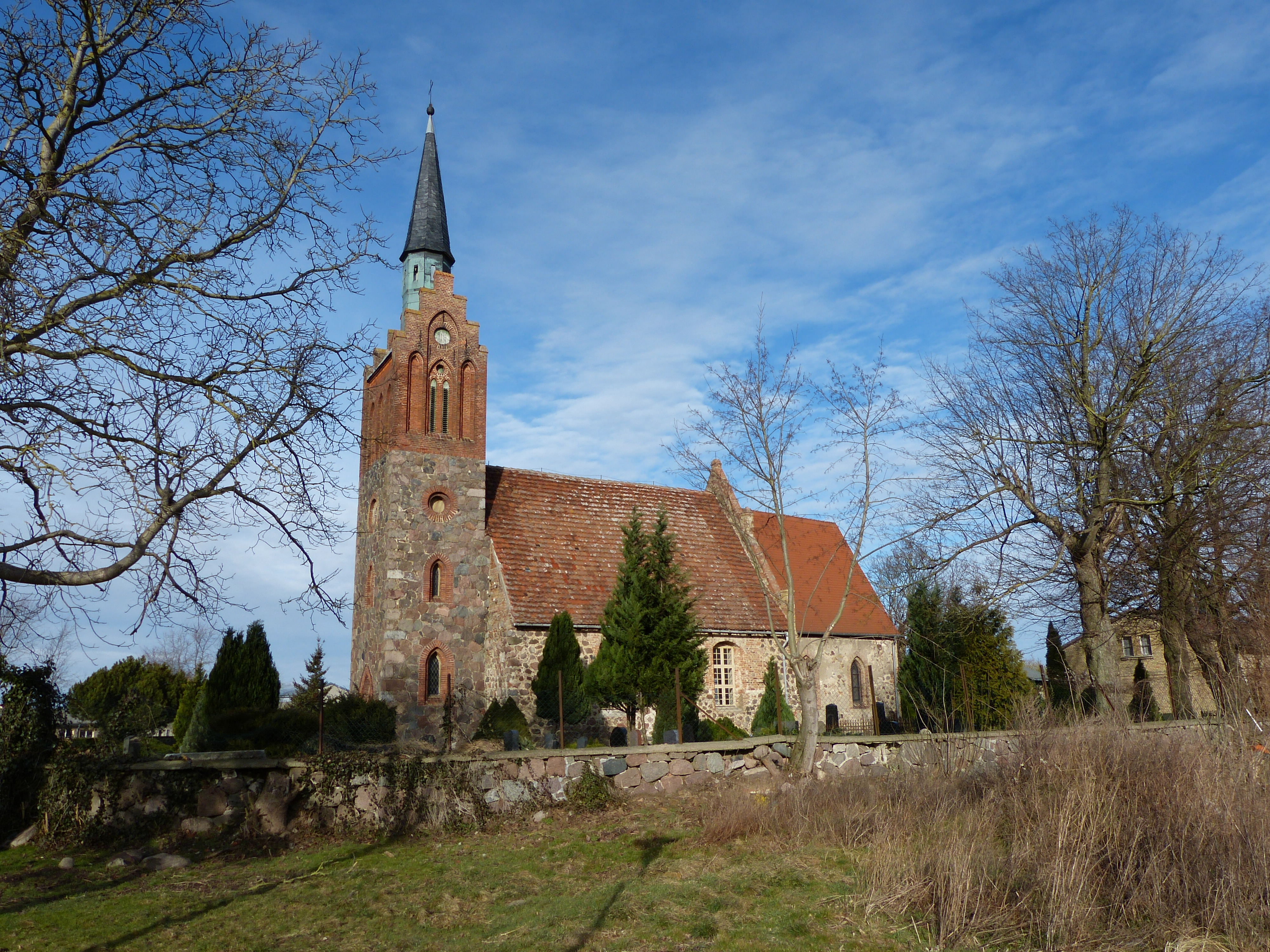
Kirche Völschow

Die Kirche Völschow ist ein Kirchengebäude in der Gemeinde Völschow. Sie gehört seit 2012 zur Propstei Demmin im Pommerschen Evangelischen Kirchenkreis der Evangelisch-Lutherischen Kirche in Norddeutschland. Vorher gehörte sie zum Kirchenkreis Demmin der Pommerschen Evangelischen Kirche.
Die aus Feldstein errichtete Saalkirche mit eingezogenem rechteckigem Chor stammt wahrscheinlich aus der zweiten Hälfte des 15. Jahrhunderts. Im 18. Jahrhundert wurden die Fenster des Kirchenschiffs verändert. Die Fenster in der Nord- und Südseite des zweijochigen Chores stammen aus dem 19. Jahrhundert. Der Ostgiebel ist mit Blenden über einem Putzfries und einem ausgesparten Kreuz verziert.
Der Westturm wurde 1856 oder 1860 angebaut und hat einen querrechteckigen Grundriss. Sein Untergeschoss besteht bis zum Dachfirst des Kirchenschiffs aus Feldstein, das mit Blenden gegliederte Obergeschoss aus Backstein. Der Turm hat ein Satteldach mit Dachreiter, das von Staffelgiebeln flankiert ist.
Das Kirchenschiff hat eine flache Holzdecke, der Chor ein Kreuzrippengewölbe. Der mit reicher Schnitzerei verzierte Altaraufsatz wird um 1700 datiert. In ihm befinden sich Gemälde mit der Darstellung des Abendmahls, der Kreuzigung Christi,  Christus im Garten Gethsemane und die Darbringung des Leidenskelches. Das Kirchengestühl und die Westempore wurden 1768 eingebaut.
Die Orgel aus der Werkstatt von Barnim Grüneberg von 1934 hat eine seltene pneumatische Traktur, neun Register und zwei Manuale. Sie wurde 1996 restauriert.
Das Geläut besteht aus einer bronzenen Glocke aus dem Jahr 1919, gestiftet vom damaligen Pastor Schaeffer.
Das Kirchhofsportal, ein zweiteiliges Tor aus Backstein, wurde in der ersten Hälfte des 16. Jahrhunderts gebaut.